# Delamanid
Delamanid (Handelsname Deltyba, Hersteller Otsuka Pharmaceutical) ist ein Arzneistoff aus der Gruppe der Dihydro-Nitroimidazooxazole, der in der Behandlung von multiresistenter Tuberkulose eingesetzt wird.

## Anwendungsgebiet
Am 28. April 2014 erteilte die Europäische Kommission Delamanid als Deltyba eine Zulassung zur Behandlung der multiresistenten Tuberkulose in der gesamten Europäischen Union. In der EU hat Deltyba den Status eines Orphan-Arzneimittels. Es wird eingesetzt, wenn die Standardmedikamente Isoniazid (INH), Rifampicin (RMP), Ethambutol (EMB), Pyrazinamid (PZA) und Streptomycin (SM) versagen.
Erstmals beschrieben wurde der Wirkstoff 2003 unter dem Entwicklungscode OPC-67683.

## Wirkungsmechanismus
Delamanid stört den Zellwandaufbau über eine Hemmung der Biosynthese von Mykolsäuren (IC50 = 0,036 μg/mL bzw. 0,021 μg/mL).

## Wechselwirkungen
Delamanid interagiert mit starken Induktoren des Leberenzyms Cytochrom P450 3A4, zum Beispiel Carbamazepin, sowie mit anderen Arzneimitteln, die die QT-Zeit verlängern.

## Aufnahme und Verteilung im Körper
Nach oraler Aufnahme wird nach 4–5 h die maximale Konzentration erreicht. Die Halbwertszeit nach Ende der Einnahme liegt bei 38 h. Nach 10–14 Tagen wird das Steady state (Gleichgewichtskonzentration) erreicht.